# ال لیسیتسکی
لازار مارکویچ لیسیتسکی مشهور به اِل لیسیتسکی (روسی: Ла́зарь Ма́ркович Лиси́цкий؛ ۲۳ نوامبر ۱۸۹۰ – ۳۰ دسامبر ۱۹۴۱) هنرمندِ نقاش، طراح، معمار و عکاس اهل امپراتوری روسیه و اتحاد جماهیر شوروی بود. او از برجسته‌ترین چهره‌های آوانگارد روسی به‌شمار می‌آید که به‌همراه ماله‌ویچ سهم عمده‌ای در پیشبرد جنبش سوپره‌ماتیسم داشت. آثار لیسیتزکی همچنین مکتب‌های باوهاوس و ساخت‌گرایی را عمیقاً تحت‌تأثیر قرار داد و تجربه‌های خلاقانه‌اش در بهره‌گیری از تکنیک‌ها و ابزارهای طراحی تأثیری عظیم بر هنر گرافیک قرن بیستم نهاد.
لیسیتسکی مبدع سبک پرانز (مخفف "پروژه پایه گذاری هنر نو") بود، وی پرانز را جایگاه انتقالی میان نقاشی و معماری می‌دانست و این نشاندهنده ترکیب مفاهیم معماری و نقاشی در آثار اوست.

## نگارخانه

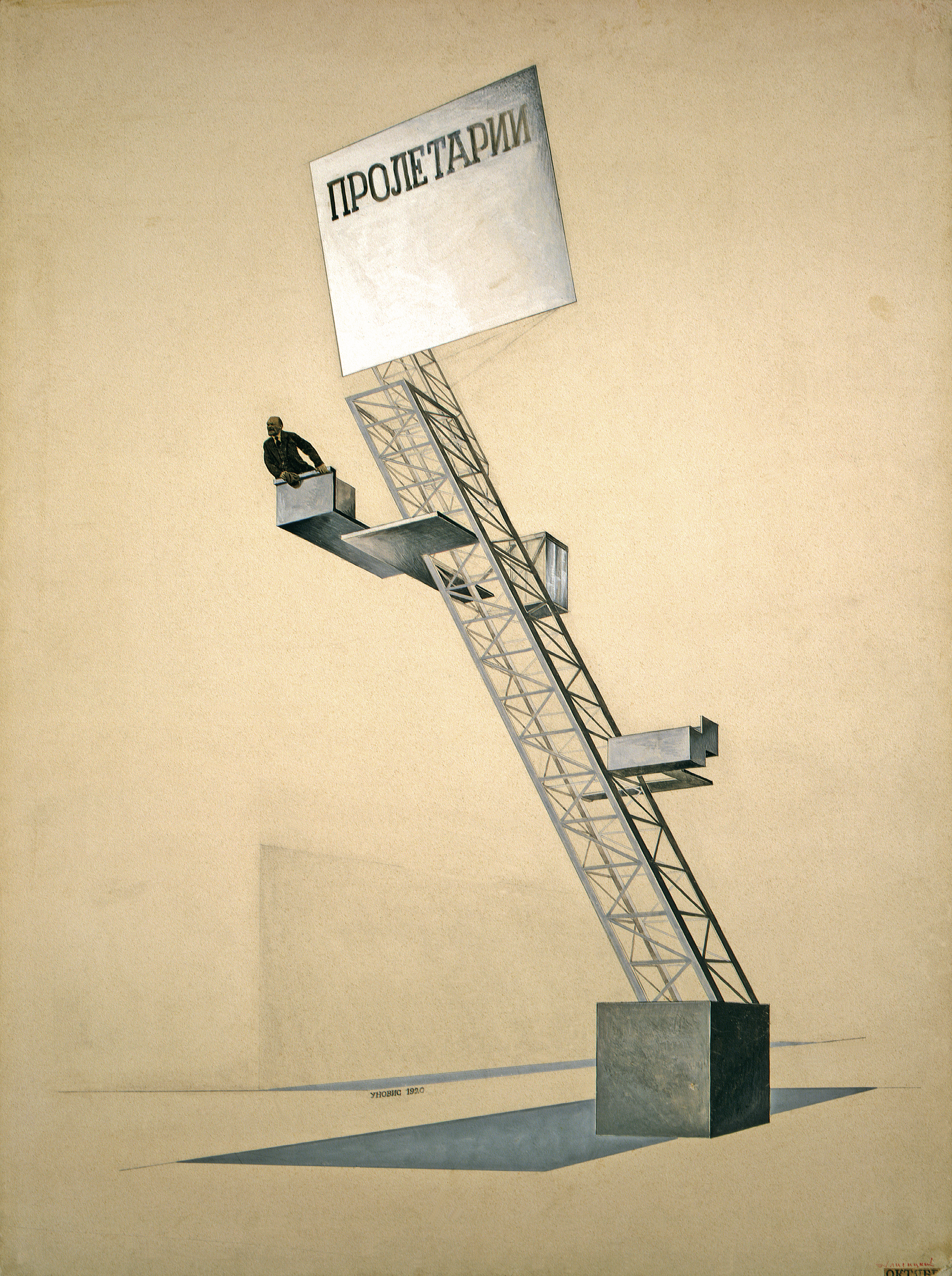
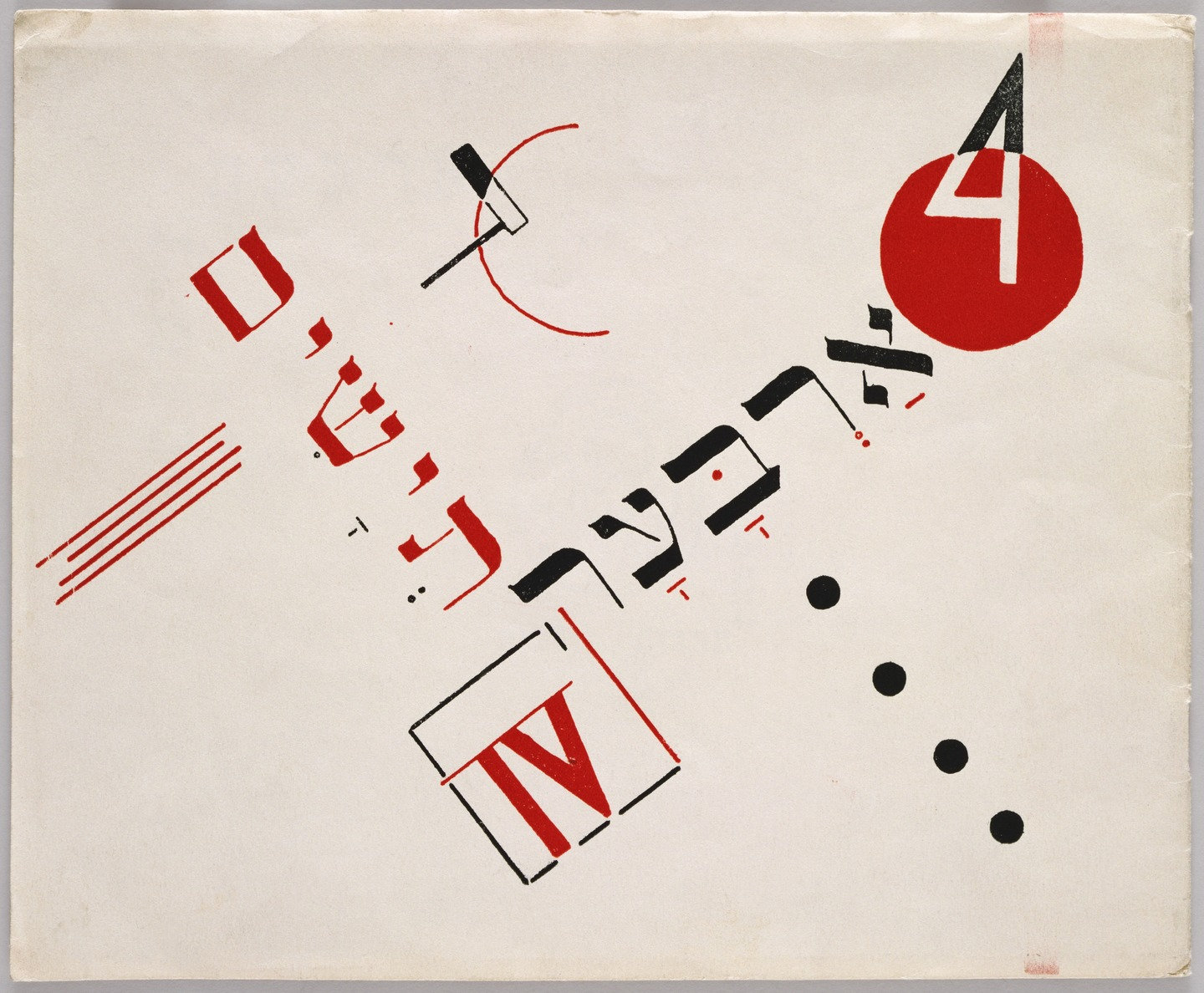
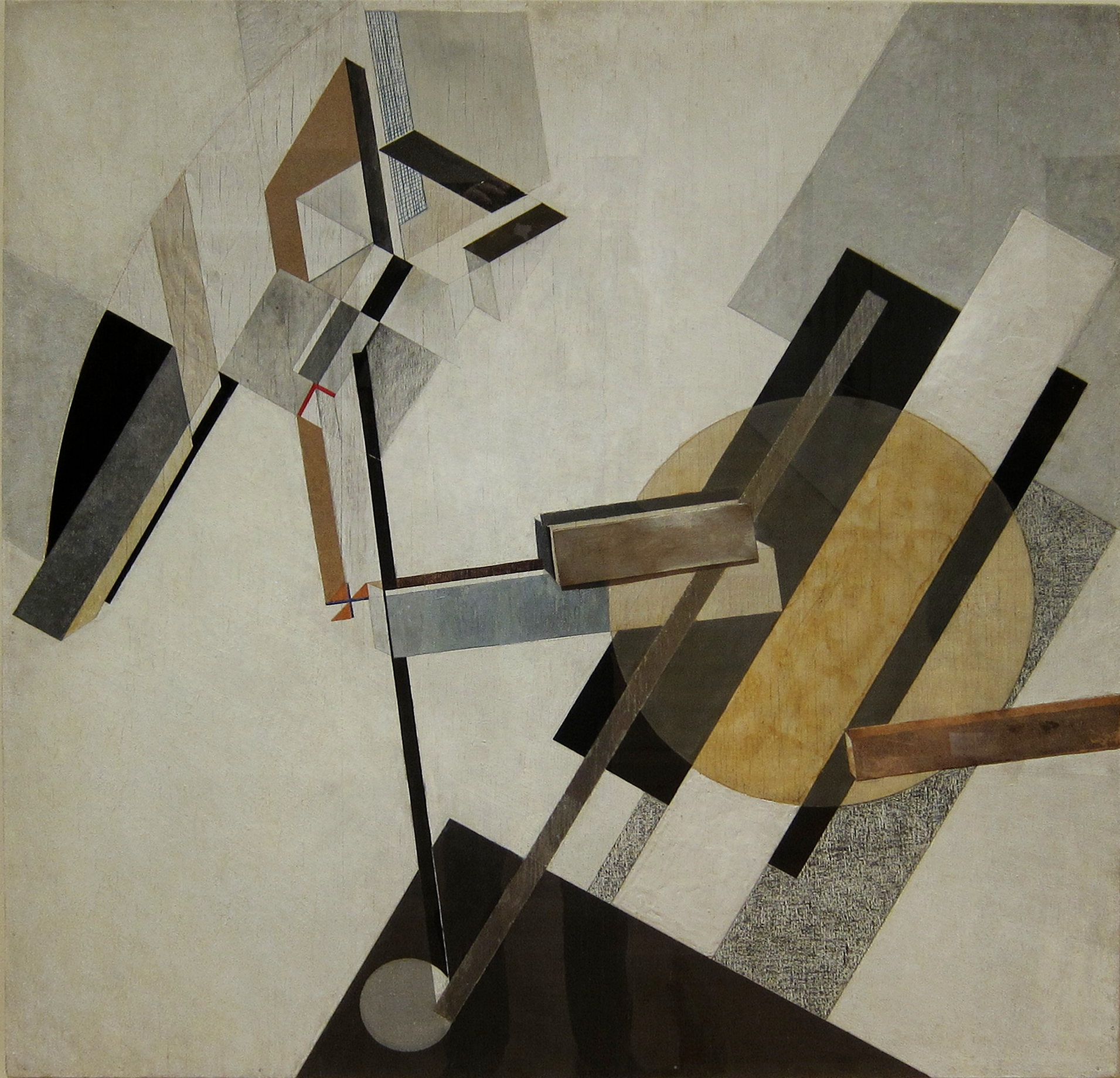
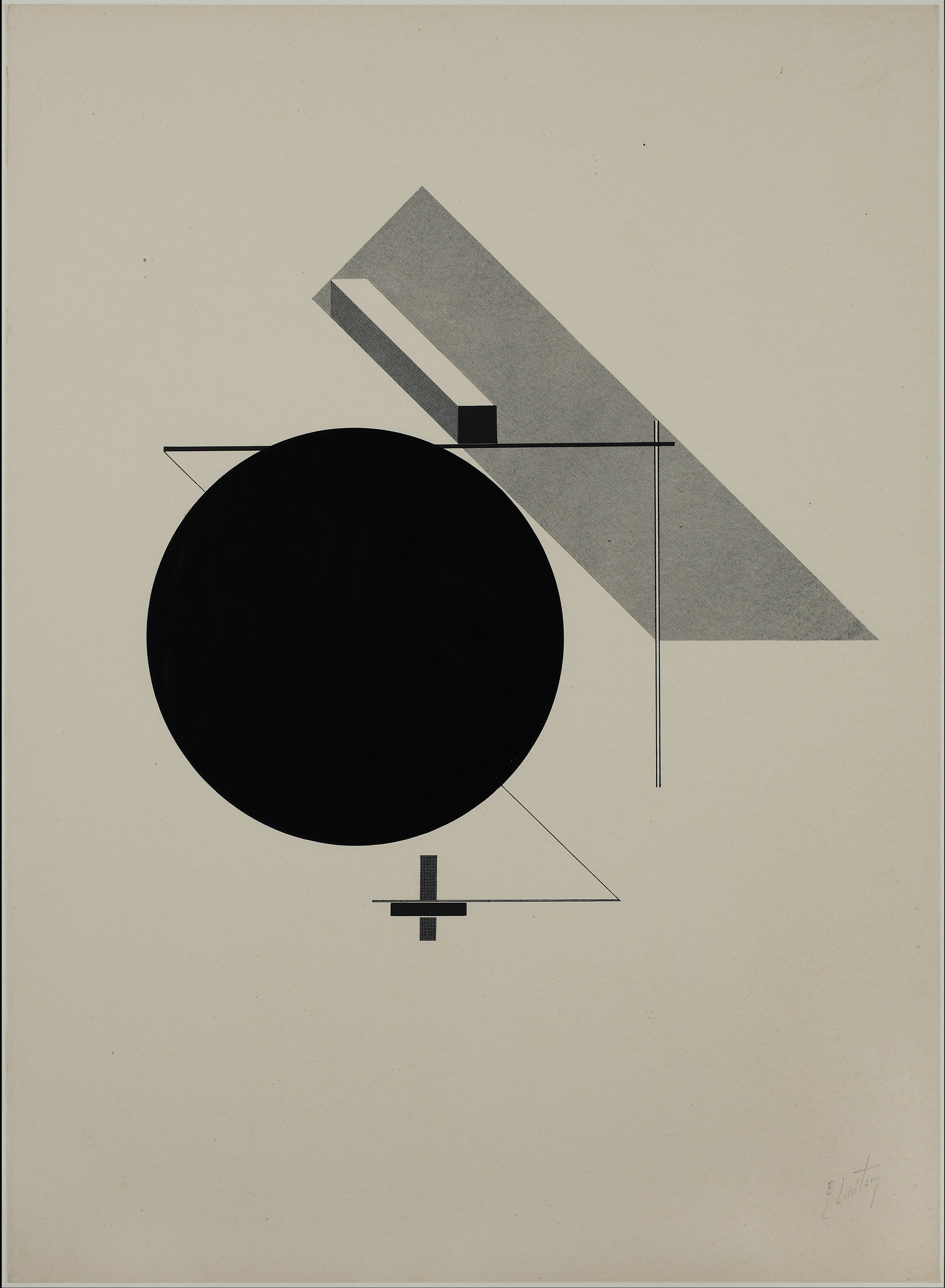
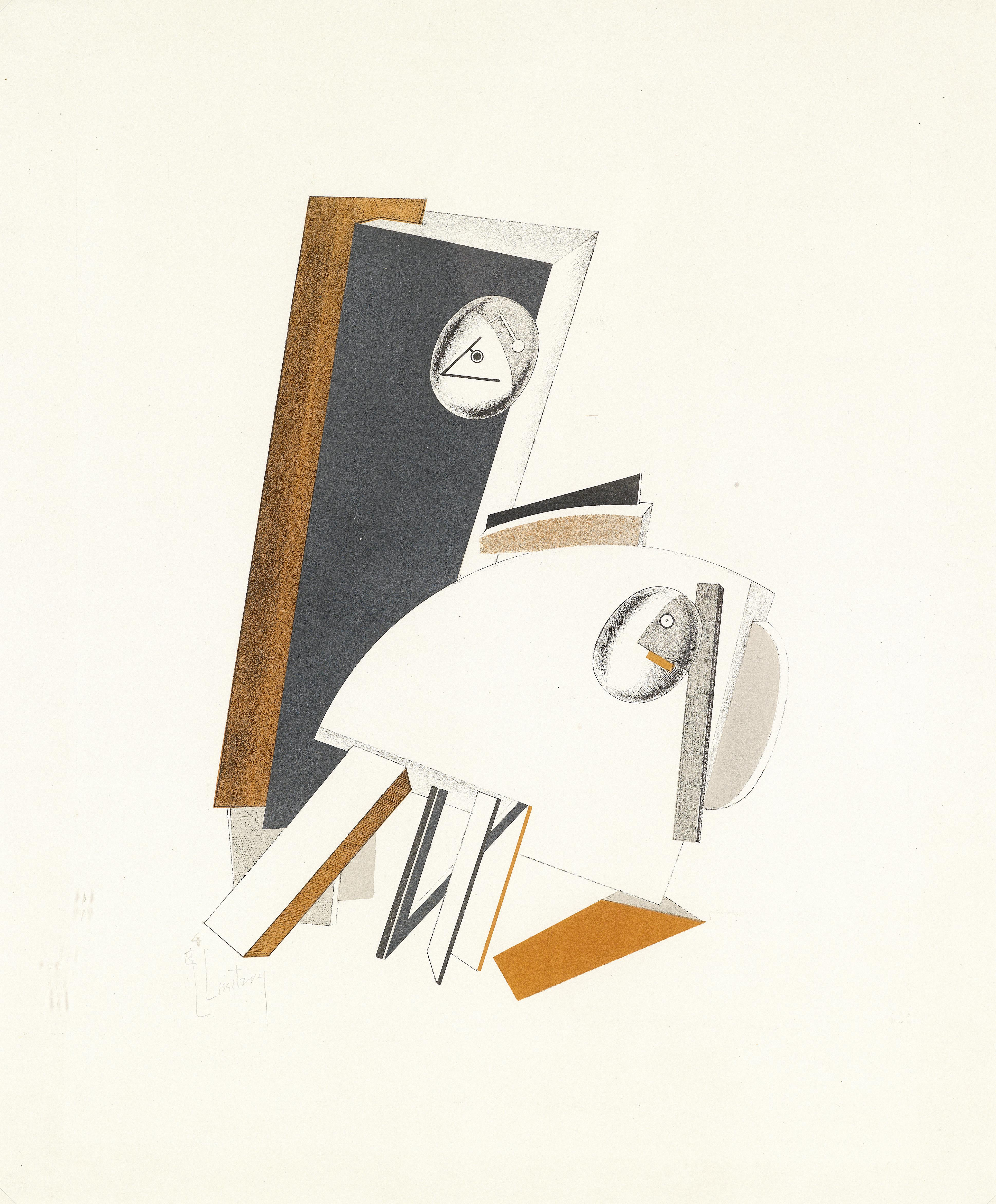
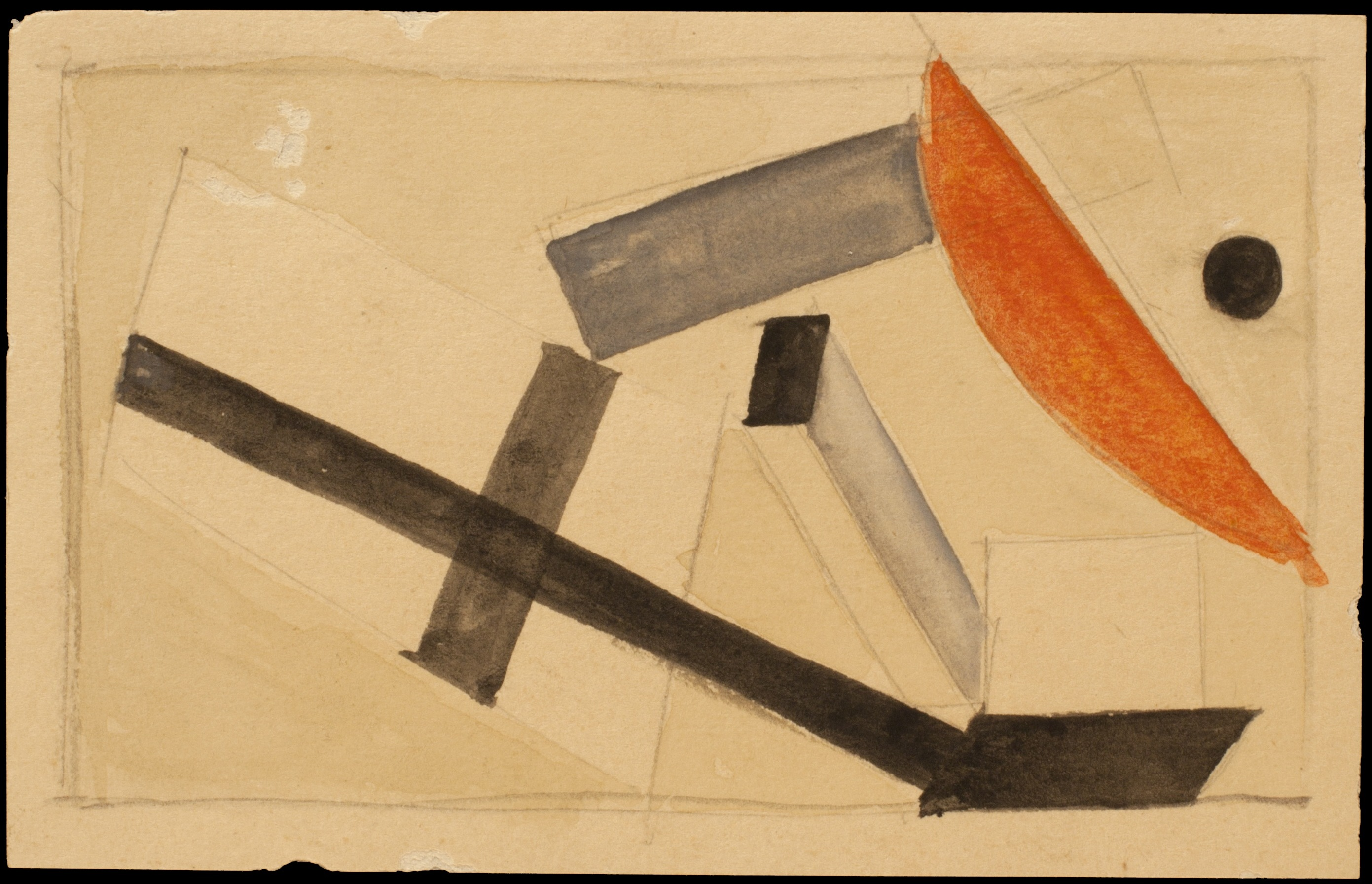